# نتوورک ریل
نتوورک ریل (انگلیسی: Network Rail) یک شرکت زیرساخت ریلی در بریتانیا است.
این شرکت که در سال ۲۰۰۲ تأسیس شده مسئولیت ساخت و نگه‌داری خطوط راه‌آهن در انگلستان، ولز و اسکاتلند و همچنین نظارت بر شرکت‌های وابسته را بر عهده دارد. نتوورک ریل ۳۴٬۰۰۰ کارمند دارد.

## ایستگاه‌ها
| ملی - ایستگاه بیرمنگام نیو استریت - ایستگاه راه‌آهن بریستول تمپل میدز - ایستگاه متروی ادینبورو ویورلی - ایستگاه مرکزی گلاسکو - ایستگاه راه‌آهن لیدز - ایستگاه راه‌آهن خیابان لایم لیورپول - ایستگاه راه‌آهن ردینگ - ایستگاه راه‌آهن نیوکاسل - ایستگاه راه‌آهن یورک | ایستگاه‌های لندن مرکزی - ایستگاه پل لندن - ایستگاه خیابان کنن - ایستگاه راه‌آهن چارینگ کراس - ایستگاه راه‌آهن یوستون - ایستگاه راه‌آهن کینگز کراس لندن - ایستگاه خیابان لیورپول - ایستگاه پادینگتون - ایستگاه راه‌آهن سنت پنکراس - ایستگاه ویکتوریا - ایستگاه واترلو | ایستگاه‌های منچستر مرکزی - ایستگاه پیکدلی منچستر - ایستگاه راه‌آهن منچستر آکسفورد رود - ایستگاه ویکتوریا منچستر |

## نگارخانه

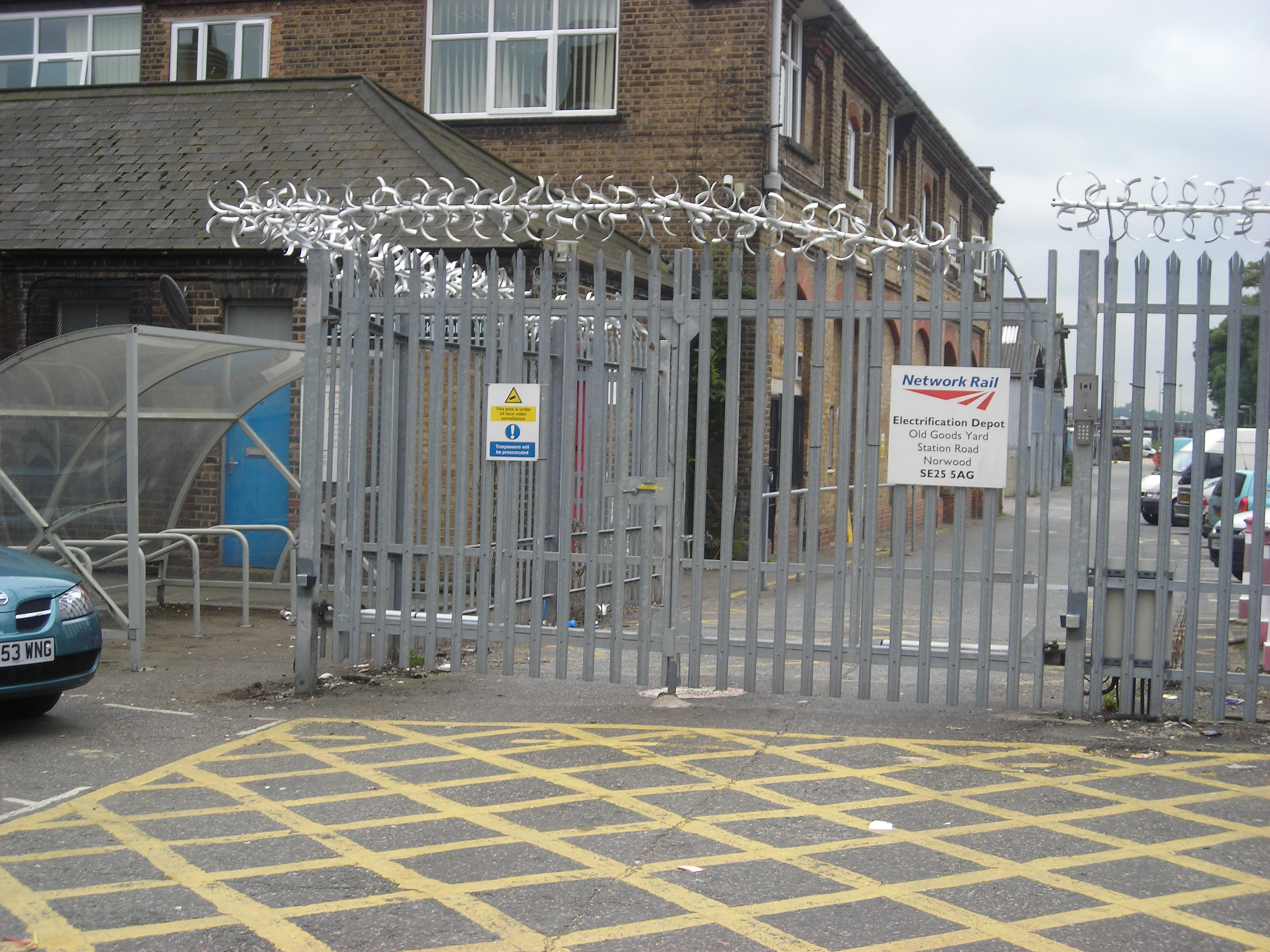
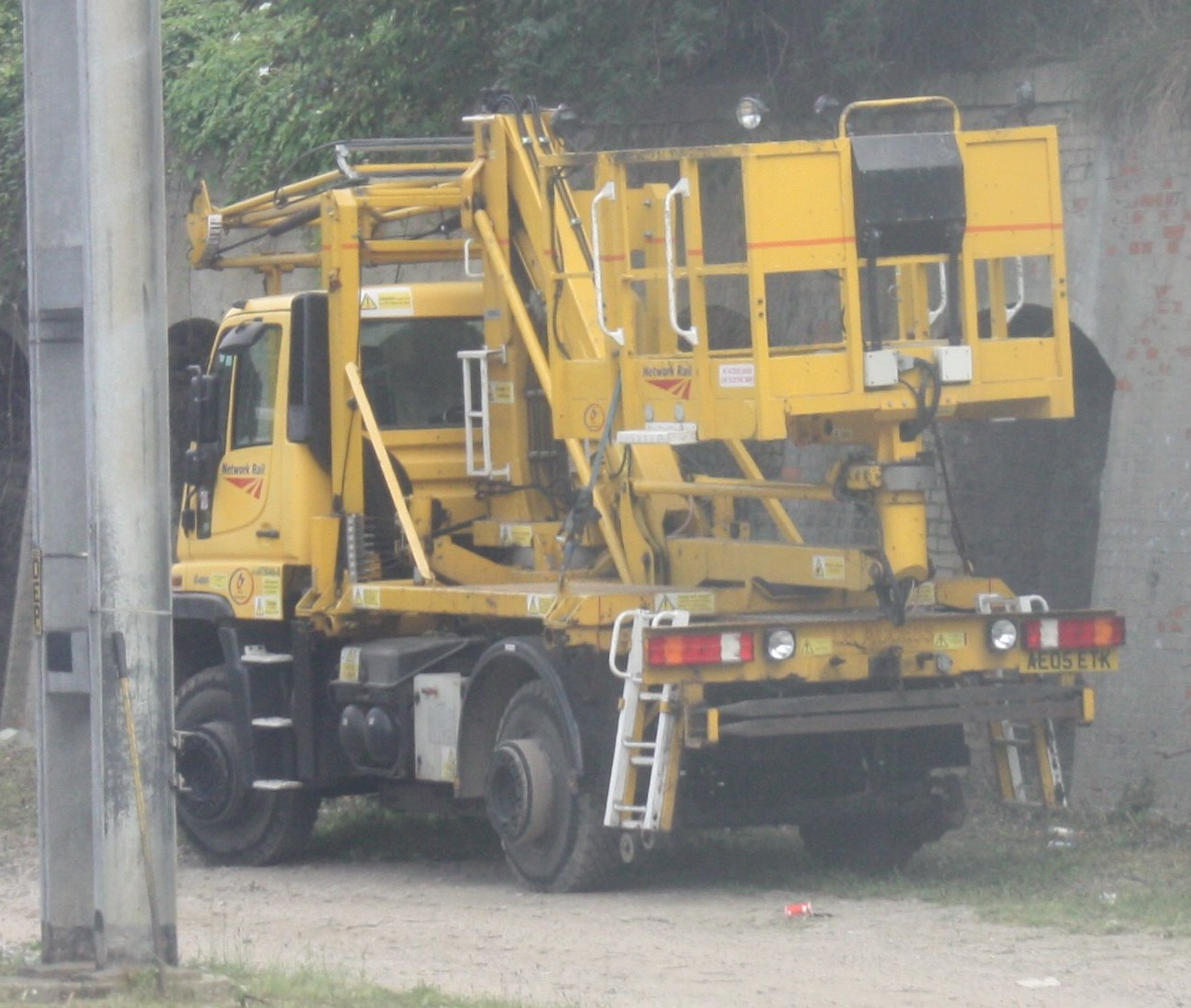
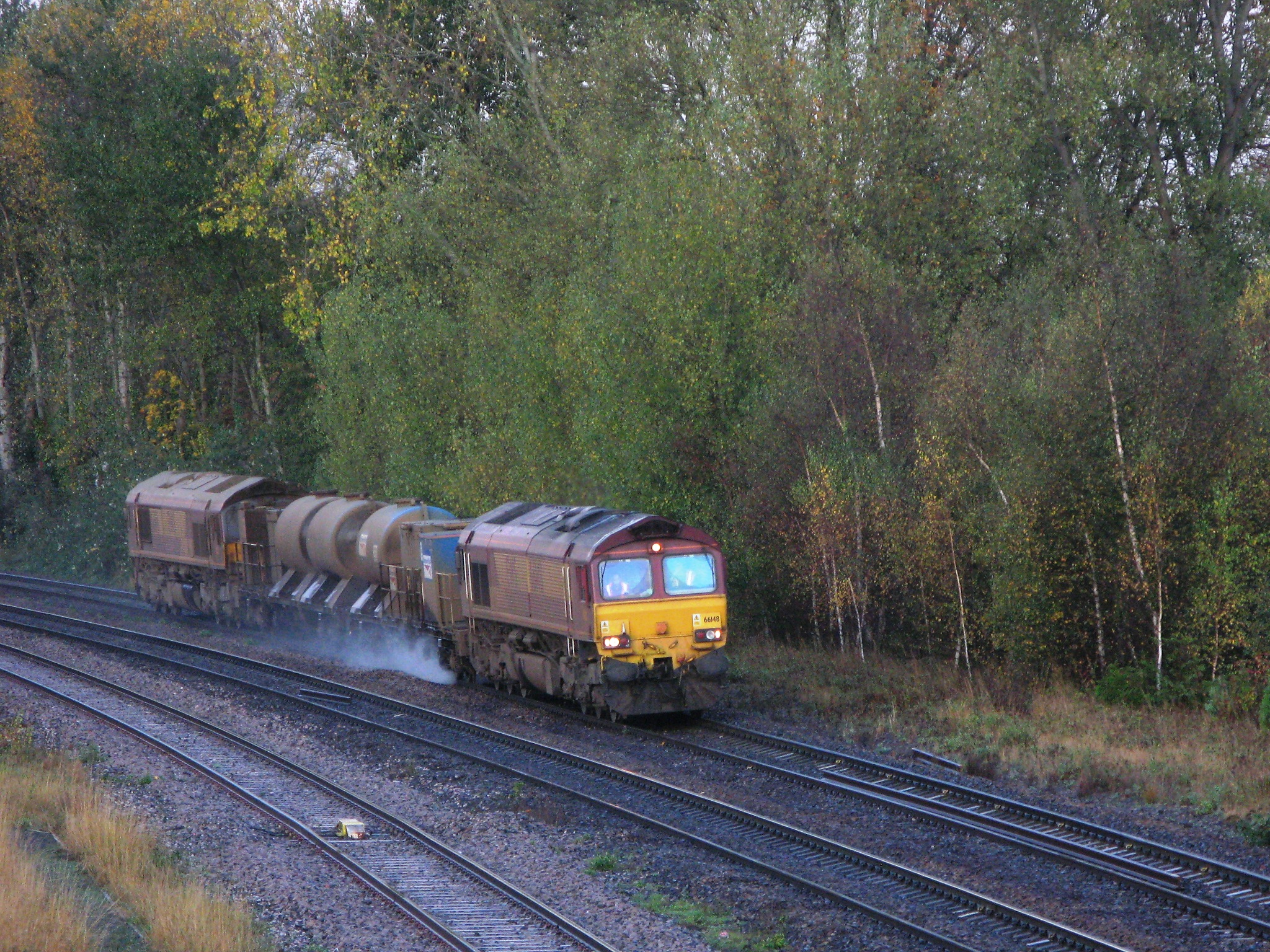